# پاسپائول
پاسپائول (به لاتین: Paspaul) یک منطقهٔ مسکونی در روسیه است که در جمهوری آلتای واقع شده‌است.